# Ralf Lunau
Ralf Lunau (* 1. Februar 1965 in Eisleben) ist ein deutscher Jurist und Kommunalpolitiker. Er war von 2008 bis 2015 Kulturbürgermeister der sächsischen Landeshauptstadt Dresden.

## Leben
Lunau besuchte von 1972 bis 1983 die Schule in Dresden und begann nach einem dreijährigen Wehrdienst in den Luftstreitkräften der Nationalen Volksarmee ein Jura-Studium in Jena. Nach dem ersten Staatsexamen im Jahre 1992 begann er ein Referendariat am Landgericht Dresden. 1999 eröffnete er seine Kanzlei in der Äußeren Neustadt. Bevor er 2008 Kulturbürgermeister wurde, saß er ab 1999 als Parteiloser für die PDS im Stadtrat. Nach Ende seiner Tätigkeit als Kulturbürgermeister 2015 erhielt er eine Gastprofessur an der Beuth Hochschule für Technik Berlin. Seit 2019 ist er Professor für öffentliches Recht an der Hochschule Meißen.
Ein Ermittlungsverfahren der Staatsanwaltschaft gegen Lunau wegen des Verdachts der Steuerhinterziehung wurde am 17. Juni 2016 mit dem Ergebnis eingestellt, dass Lunau in der Sache unschuldig sei.

## Mitgliedschaften
- Seit 2009: Kulturpolitische Gesellschaft[6]